# De Havilland
De Havilland Aircraft Company Limited va ser un fabricant d'avions britànic establert a finals de la década de 1920 per Geoffrey de Havilland al aeròdrom d'Stag Lane als afores de Londres. Posteriorment es va traslladar a Hatfield, Hertfordshire.
Conegut per la seva innovació, de Havilland va ser el responsable d'un gran nombre d'aeronaus, com el biplà DH.60 moth que va revolucionar l'aviació general en els anys 20, el Fox Moth dels anys 30, el primer transport comercial capaç d'operar sense subvenció de govern, el Mosquito, un avió multi propòsit de la Segona Guerra Mundial fet de fusta o el Comet, el primer servei de transport de passatgers de reacció.
La companyia De Havilland es va convertir en membre del grup Hawker Siddeley l'any 1960, però va perdre el nom de marca el 1963. Avui és part de BAE Systems plc, la empresa aeroespacial més important de defensa britànica.

## Història

### Orígens
El gener de 1920 Geoffrey De Havilland treballava per Airco com a director tècnic i dissenyador en cap. Birmingham Small Arms Company va comprar Airco el 20 de gener d'aquell any a George Holt Thomas però aviat van descobrir què la situació financera de la companyia era molt pitjor del que pensaven i la van liquidar el juliol de 1920. Les pèrdues de BSA van ser tan grans que no va poder pagar dividends durant els següents 4 anys.
Amb l'ajuda de Thomas, De Havilland va agafar un modest local al proper aeròdrom d'Stag Lane i, el 26 de setembre de 1920, va formar una societat de responsabilitat limitada, la De Havilland Aircraft Company Limited, els directors de la qual van ser, el propi De Havilland i Arthur Edwin Turner, i l'enginyer en cap va ser Charles Clement Walker. L'any 1928 la De Havilland va passar a mans públiques.
Inicialment De Havilland es va concentrar en la construcció de biplans monoplaces i biplaces continuant la línia de models DH construïts per Airco adaptant-los per a el seu ús com avió de línia, però aleshores van introduir una sèrie de models més petits amb els seus propis motors De Havilland Gipsy, com el Gipsy Moth i el Tiger Moth. Aquests avions van establir diversos rècords, sovint pilotats pel mateix De Havilland. Amy Johnson va volar en solitari d'Anglaterra a Austràlia l'any 1930 a bord d'un Gipsy Moth.
El DH.84 Dragon va ser el primer aeroplà comprat per Aer Lingus el 1936 i posteriorment també van fer servir el DH.86B Dragon Express i el DH.89 Dragon Rapide. De Havilland va continuar fabricant models amb motor de pistons d'altes prestacions com l'avió de competició DH.88 Comet, que va ser famós per guanyar la cursa MacRobertson Air Race d'Anglaterra a Austràlia l'any 1934.

### Segona Guerra Mundial
Els dissenys d'aeronaus d'altes prestacions construïdes en fusta va culminar amb la construcció del Mosquito, fet majoritàriament de fusta. La companyia va continuar amb la fabricació del caça, encara superior en prestacions, De Havilland Hornet que va ser pioner en l'ús de tècniques de fixació fusta-metall i metall-metall. L'any 1937, De Havilland va establir una fàbrica a Lostock per produir hèlices per els avions militars i té un carrer al seu nom a Horwich, el carrer De Havilland Way.

### Després de la guerra
Un cop acabada la guerra, De Havilland va continuar amb dissenys molt avançats tant en el camp militar com civil, però a causa d'alguns desastres públics, la companyia va quedar malmesa com a entitat independent. L'avió a reacció experimental de Havilland DH.108 Swallow es va estavellar al estuari del Tàmesi, morint Geoffrey De Havilland, Jr., el fill del fundador de la companyia. El de Havilland Comet també va patir tres accidents greus en dos anys. Per acabar, el prototipus del DH.110 es va estavellar durant la demostració aèria de Farnborough on van morir persones del públic.
A causa dels problemes estructurals del Comet, l'any 1954 es van retirar totes les unitats que hi havien i l'empresa va fer un esforç molt important per construir una nova versió més gran i resistent, el Comet 4, que va estar operatiu el 1958. Per aquella època ja existien el Boeing 707 i el Douglas DC-8, que eren més ràpids i els costos operatius eren molt menors, el que va fer que no hi haguessin comandes pel Comet 4.
Hawker Siddeley va comprar De Havilland l'any 1960 però la va mantenir com una companyia separada fins al 1963, any en què es va convertir en una divisió de Hawker Siddeley Aviation i tots els models que s'estàven fabricant van canviar la seva denominació de DH a HS. De totes maneres el nom de De Havilland i les seves inicials DH es van mantenir amb nombrosos Moth i altres models antics què encara volaven.

## Llistat de productes

### Aeronaus
- Biplans
  - de Havilland Biplane No. 1
  - de Havilland Biplane No. 2

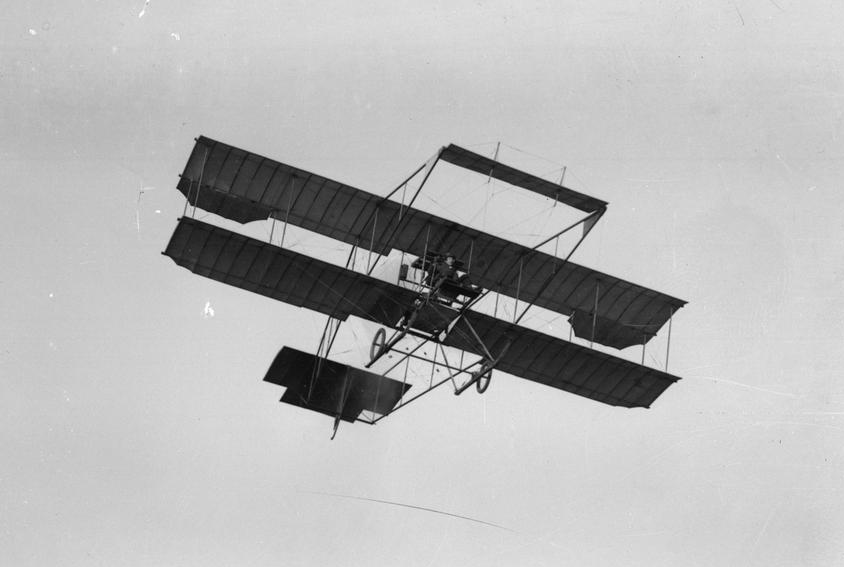
El biplà de Havilland No. 2 o F.E.1 en vol, circa 1911

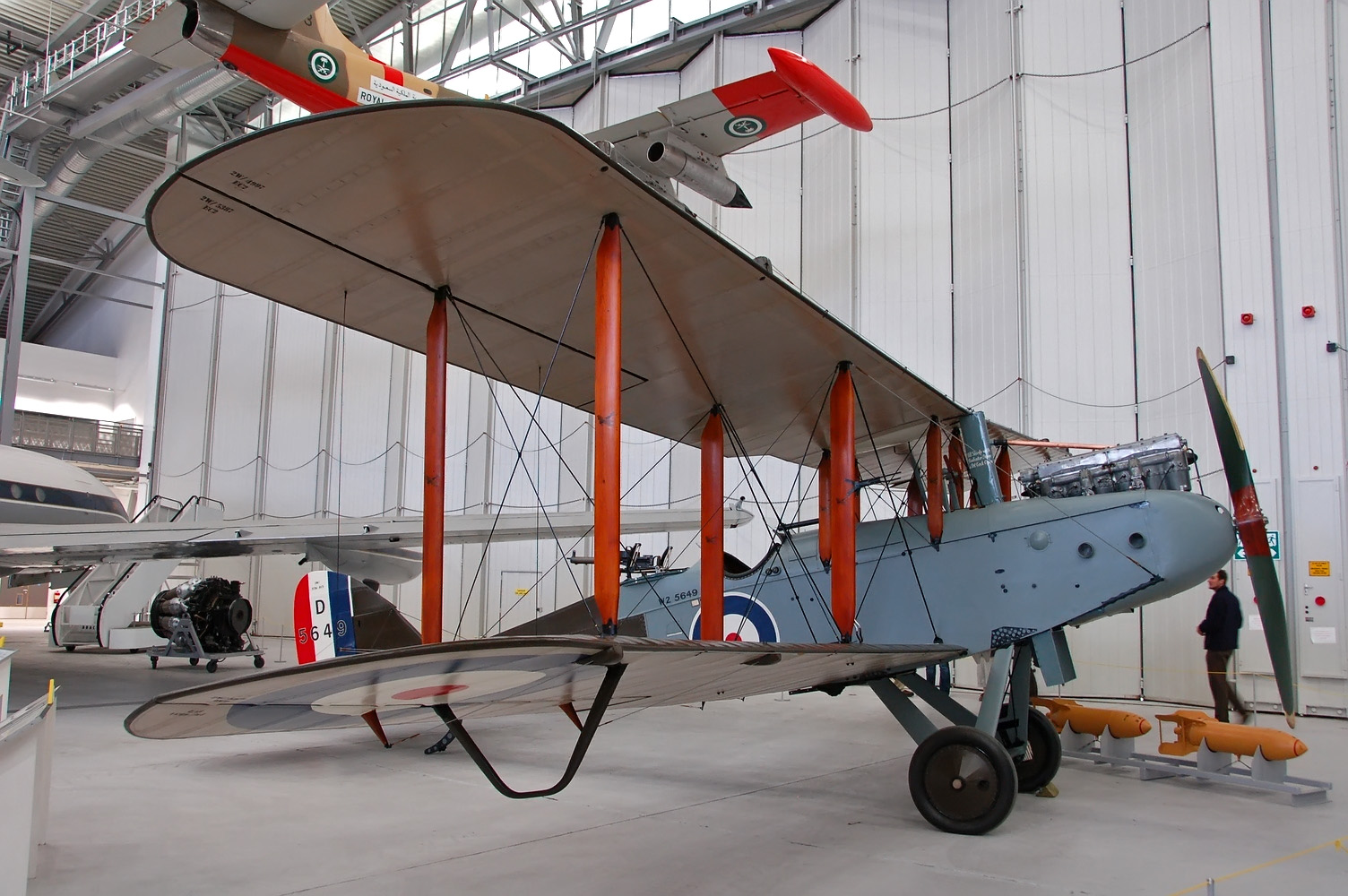
Un de Havilland Airco DH9 al Museu Imperial de Guerra Duxford l'any 2008

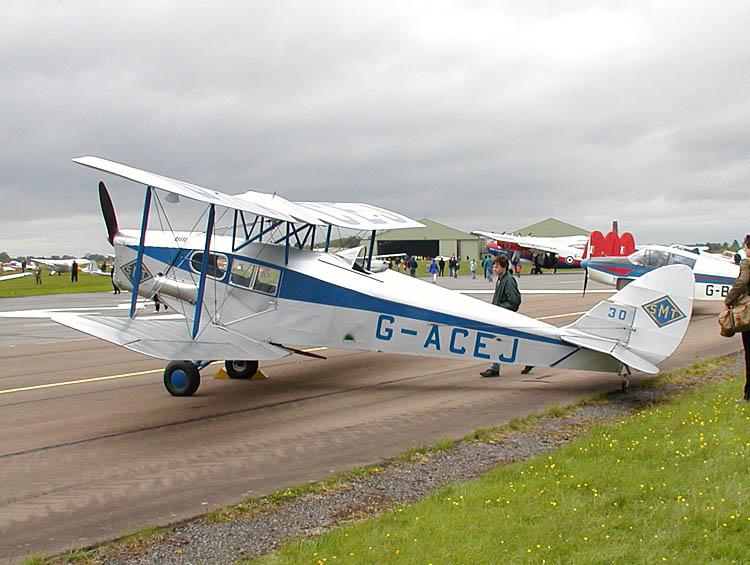
Un de Havilland DH 83 Fox Moth a l'aeroport de Kemble el 2003

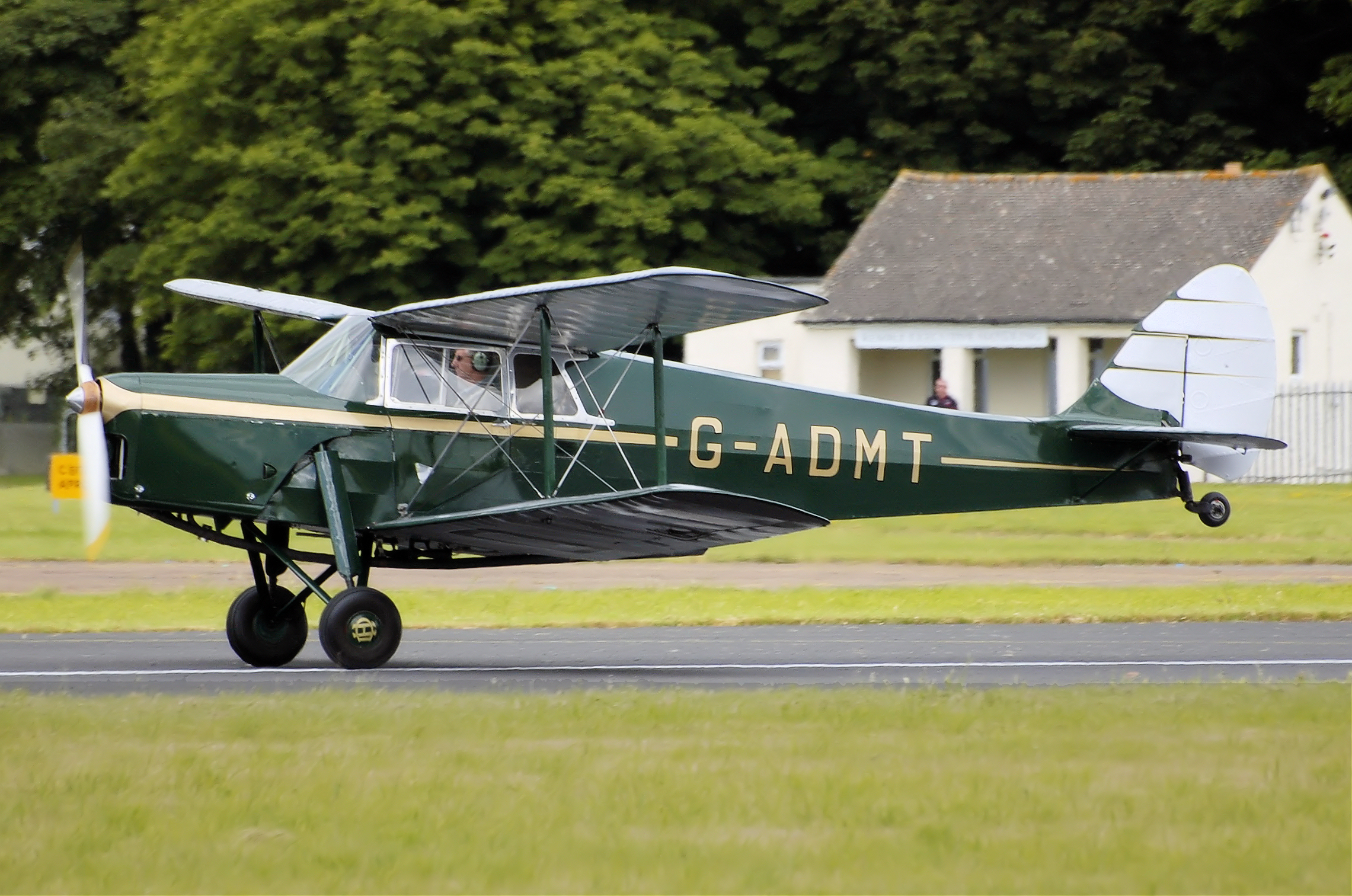
de Havilland DH87B Hornet Moth de 1936 enlairant-se a Wiltshire, l'any 2008

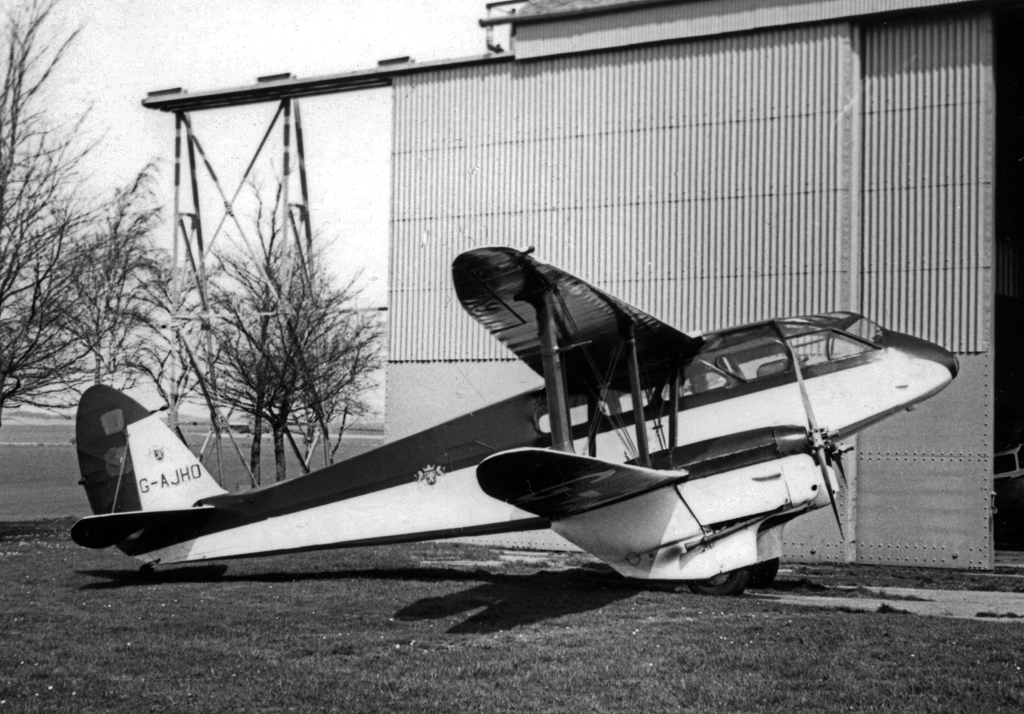
Un DH.89 Dragon Rapide de l'Associació de Paracaigudistes de la RAF el 1968

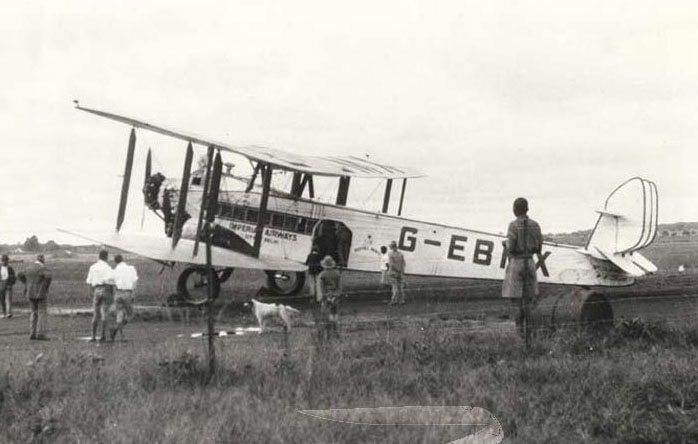
De Havilland Hercules-66 d'Imperial Airways

  - Airco DH.1 avió de reconeixement de 2 seients
  - Airco DH.2 caça biplà
  - Airco DH.3 bombarder bimotor
  - Airco DH.4 bombarder monomotor
  - Airco DH.4A transport
  - Airco DH.5
  - Airco DH.6 avió d'entrenament
  - Airco DH.9 bombarder monomotor
  - Airco DH.9A – desenvolupament de Westland amb motor Liberty
  - Airco DH.9C – conversió de DH.9 a transport de passatgers
  - Airco DH.9J – remotoritzat amb un motor radial
  - Airco DH.10 bombarder bimotor
  - DH.11 Oxford bombarder bimotor de gran abast
  - DH.12 – derivat del DH.11, no es va arribar a construir
  - DH.14 Okapi bombarder monomotor
  - DH.15 Gazelle avió experimental amb el fuselatge del DH.9, utilitzat com a banc de proves de motors. Va realitzar nombroses proves del motor Galloway Atlantic de 373 kW.[6]
  - DH.16 avió de passatgers de 4 places similar al DH.9C del que es van construir 9 aparells.[6]
  - DH.18 avió de passatgers amb 8 places. Va volar per primer cop el 1920.[6]
  - DH.27 Derby bombarder pesant monomotor de gran abast. Es van construir 2 prototips, volant per primer cop el 1921. Posteriorment es va desestimar.[6]
  - DH.34 biplà monomotor de 1921 que podia transportar fins a 9 passatgers. Era més potent i econòmic que els construïts fins al moment.[6]
  - DH.37 biplà biplaça dirigit al mercat de propietaris privats. Va volar per primer cop el 1922 i tan sols es van construir 2 unitats, una de les quals va ser posteriorment reconvertit en avió de competició.[6]
  - DH.42 Dormouse biplà destinat al reconeixement militar o a caça lleuger. Va volar per primer cop el 1923 i només es va produir 1 unitat.[6]
  - DH.42A i B Dingo mateixes característiques que el Dormouse. Tan sols 2 unitats van ser produïdes.[6]
  - DH.48 Special DH.9 amb diferent motor
  - DH.50 dissenyat per substituir els anteriors models DH.9 i DH.16 va fer el seu primer envol el 1923. Se'n van construir 38 aparells, alguns dels quals al estranger sota llicència.[6]
  - DH.51 successor del DH.37 amb una configuració molt semblant va volar per primer cop el 1923. La decisió de substituir la seva motorització original va fer que resultés una opció car i només es van produir 3 unitats.[6]
  - DH.54 Highclere biplà bimotor amb capacitat per 12 passatgers que tan sols va arriba a produir-se com a prototipus. Primer envol el 1925.[6]
  - DH.56 Hyena biplà biplaça del que tan sols van arribar a volar 2 prototipus el 1926 però que no va arribar a entrar en producció.[6]
  - DH.60 Moth, Cirrus Moth, Genet Moth, Gypsy Moth
  - DH.60G III Moth Major
  - DH.61 Giant Moth
  - DH.65 Hound biplà monomotor dissenyat com a avió d'altes prestacions. Va volar per primer cop el 1926 i tan sols es van construir 3 aparells.[6]
  - DH.66 Hercules biplà de línia trimotor
  - DH.67
  - DH.72 Canberra
  - DH.82 Tiger Moth biplà d'entrenament
  - DH.83 Fox Moth
  - DH.84 Dragon
  - DH.86 Express
  - DH.87 Hornet Moth
  - DH.89 Dragon Rapide
  - DH.90 Dragonfly
  - DH.92 Dolphin
- Planadors
  - DH.52 planador monoplaça d'ala alta. Va volar per primer cop el 1921. Només es van construir 2 unitats.[6]

- Monoplans amb motor de pistó

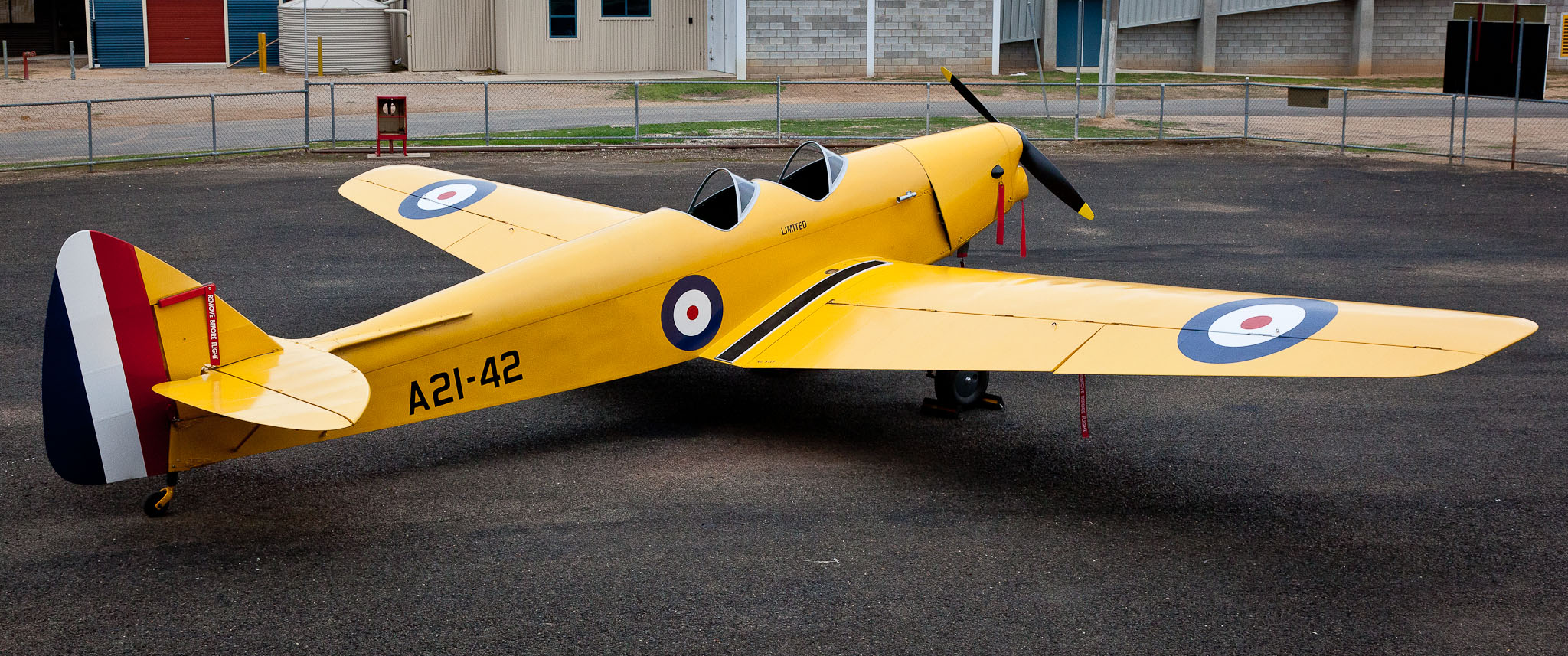
DH.94 Moth Minor al Museu d'Aviació de Benalla el juny de 2012

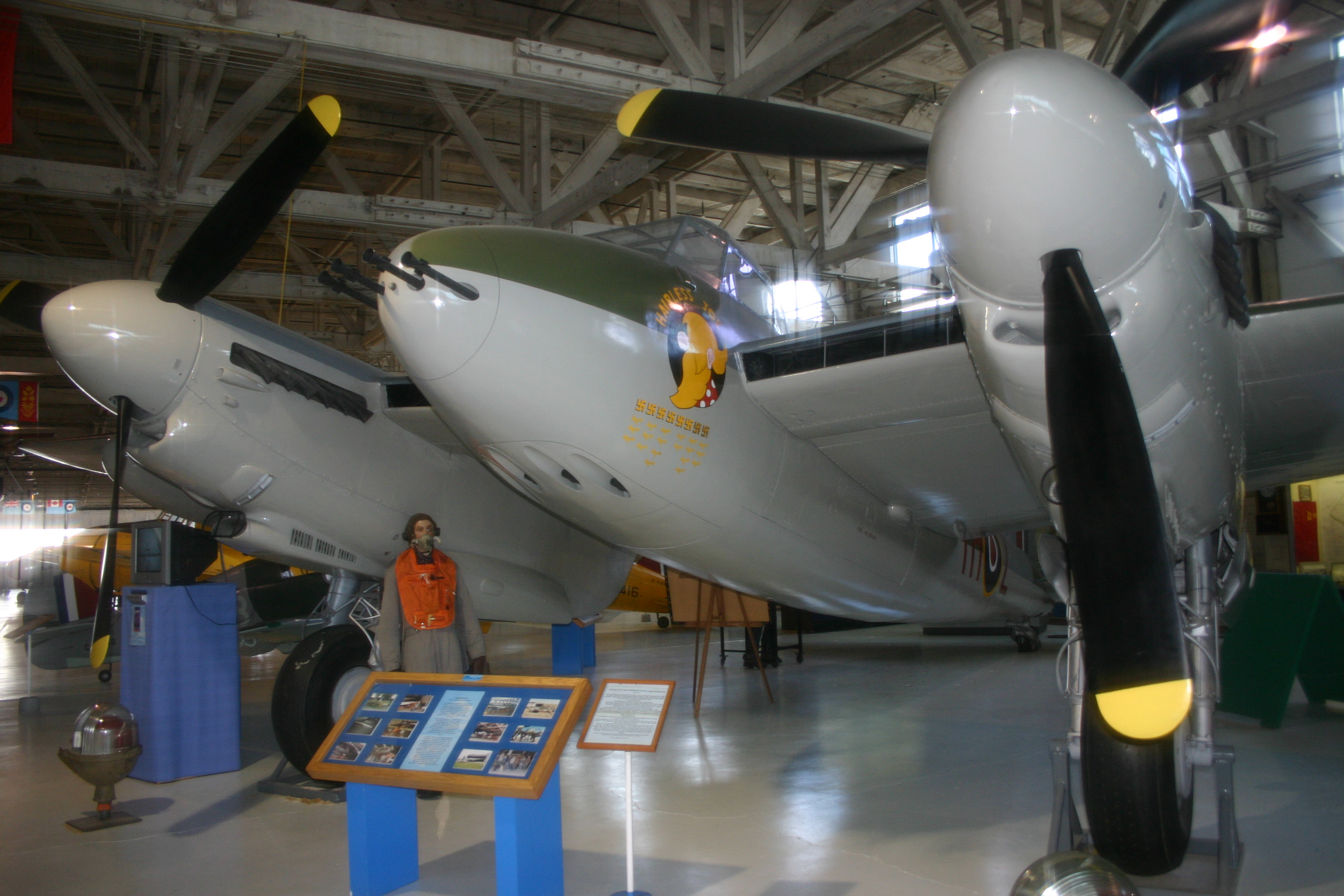
de Havilland Mosquito B.35 al Museu d'Aviació de l'Alberta

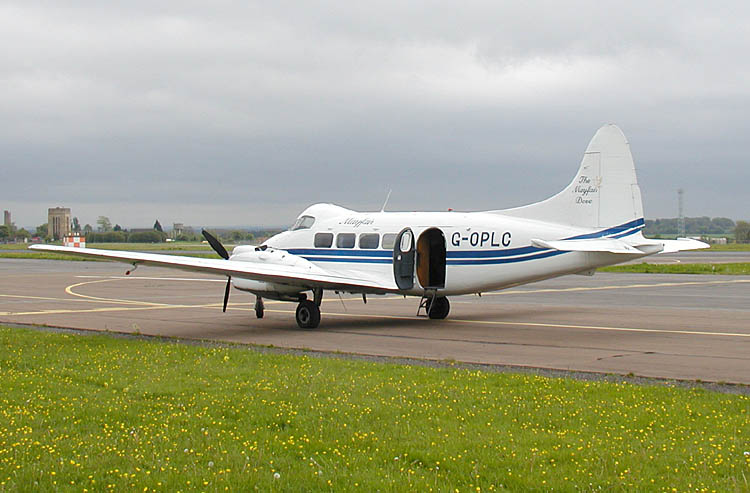
Un de Havilland DH.104 Dove a Kemble l'any 2003

  - DH.29 Doncaster avió de passatgers de 10 places de gran abast. Va ser encarregat pel Departament d'Investigació del Ministeri de l'Aire britànic i va volar per primer cop el juliol de 1921. només es van construir 2 unitats i després va ser abandonat.[6]
  - DH.53 Humming Bird monopla ultralleuger d'ala baixa que va volar per primer cop el 1923. Dissenyat per competir en la cursa aèria del Daily Mail. Se'n van construir 15 unitats, 10 de les quals van ser per la RAF.[6]
  - DH.71 Tiger Moth avió per recerca de alta velocitat i banc de proves de motors Cirrus. Tan sols es van construir 2 unitats.
  - DH.75 Hawk Moth
  - DH.77 caça lleuger
  - DH.80 Puss Moth
  - DH.81 Swallow Moth
  - DH.85 Leopard Moth
  - DH.88 Comet avió de competició
  - DH.91 Albatros avió de línia quatrimotor
  - DH.93 Don
  - DH.94 Moth Minor monoplà d'entrenament
  - DH.95 Flamingo avió de línia bimotor
  - DH.98 Mosquito i Sea Mosquito bombarder de fusta molt reeixit de la Segona Guerra Mundial
  - DH.103 Hornet i Sea Hornet caça bimotor
  - DH.104 Dove i Devon avió de línia bimotor
  - DH.114 Heron avió de línia quatrimotor

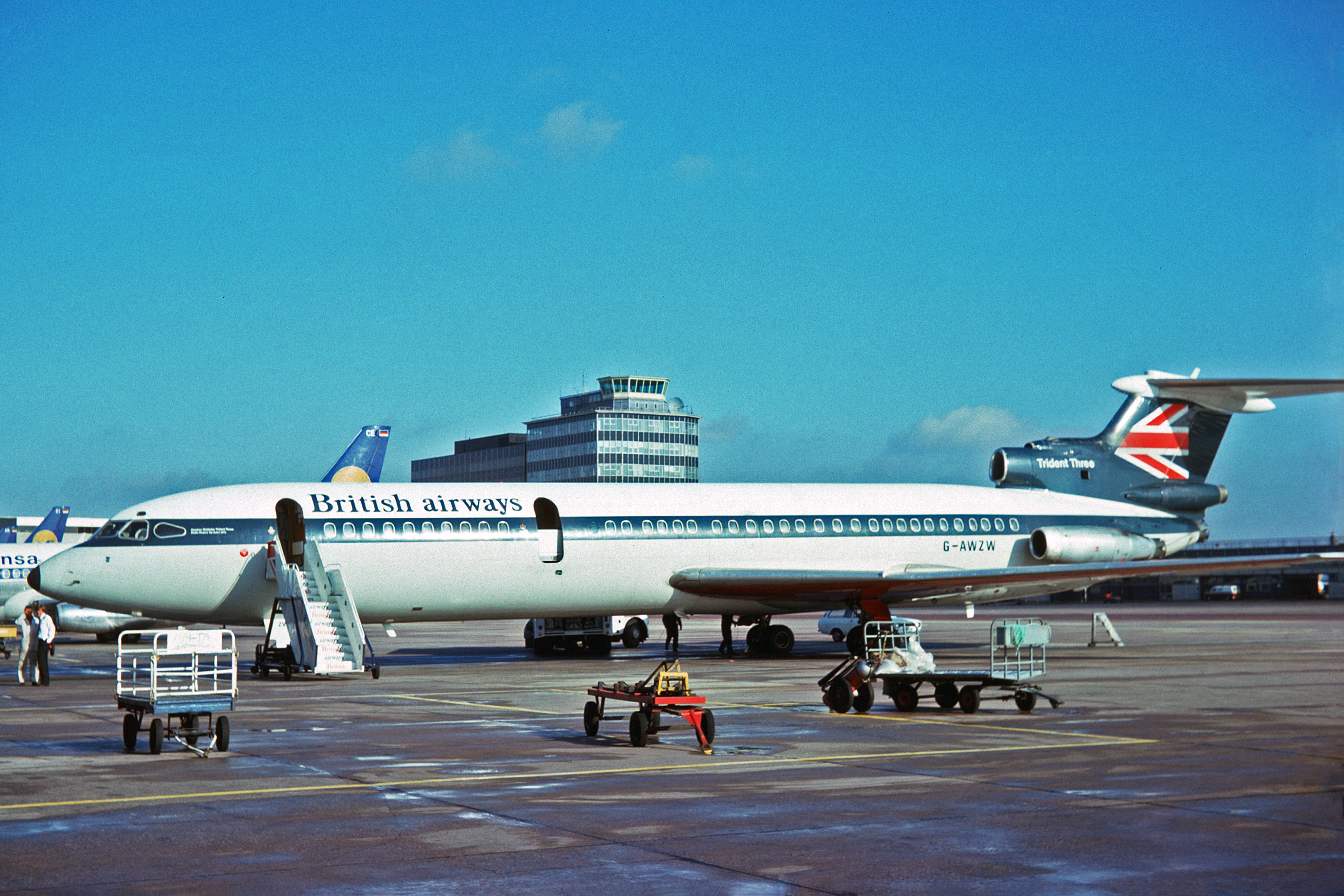
El de Havilland HS.121 Trident 3 de British Airways a l'Aeroport de Manchester el 1975

- Avions de transport civils i militars de reacció
  - DH.106 Comet
  - DH.121 Trident posteriorment HS Trident
  - DH.125 posteriorment HS.125
  - DH.146 posteriorment BAe.146

- Avions militars de reacció

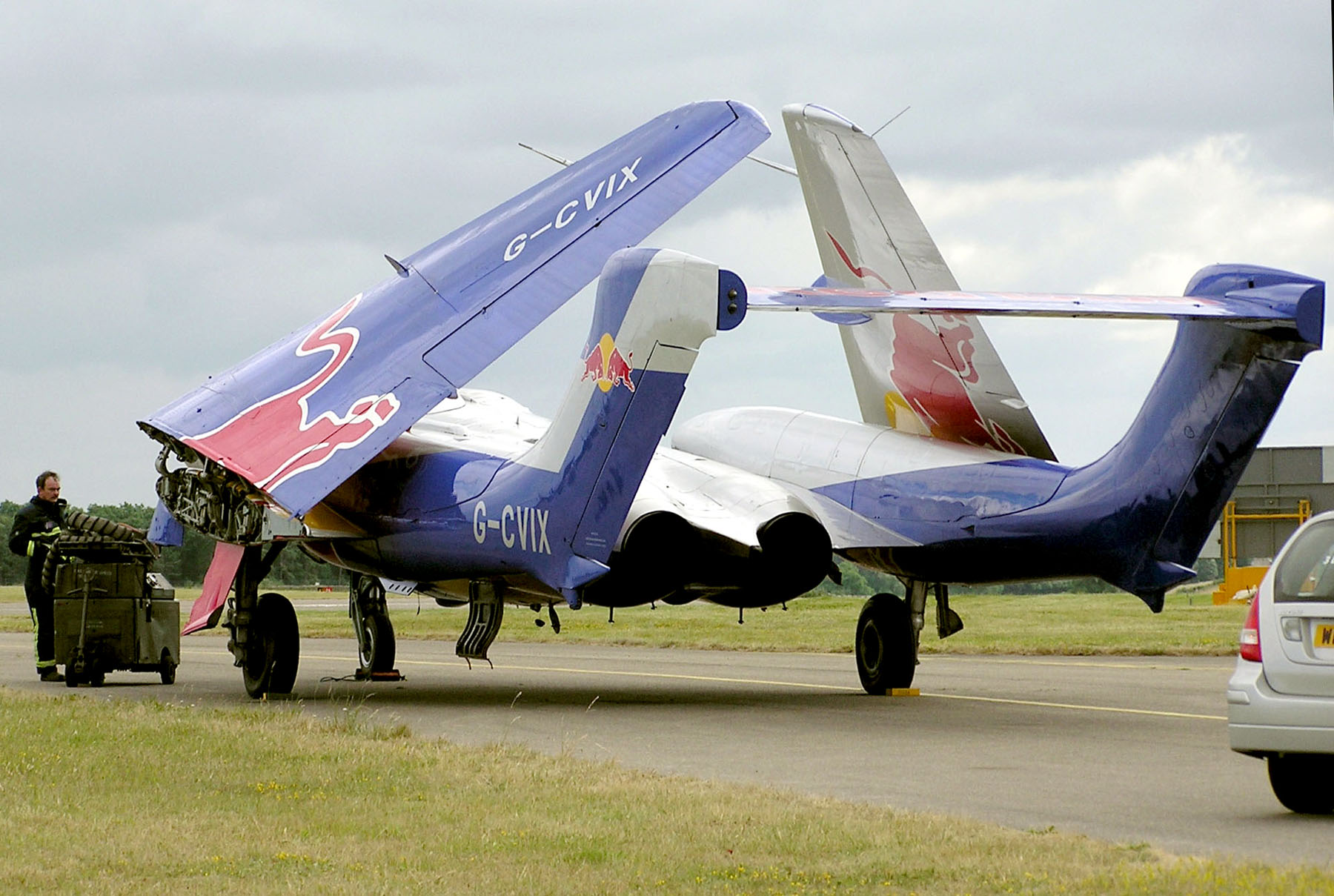
de Havilland Sea Vixen (G-CVIX) a un espectacle aeri a Kemble el 2005

  - DH.100 Vampire i Sea Vampire (1945)
  - DH.110 Sea Vixen (1959)
  - DH.112 Venom (1952)
  - Sea Venom
  - DH.113 & DH.115 Vampire
- Aeronau experimental
  - DH.108 Swallow (1946)
- Autogir
  - Cierva C.24

### Motors
- Sèrie de motors de pistó Gipsy de 4, 6- i 12 cilindres
- Ghost turbojet
- Goblin turbojet
- Gyron Junior turbojet
- Gnome turboshaft
- Coet Sprite

### Sistemes d'armament
- Míssils
  - Firestreak Míssil Aire-aire
  - Bluestreak Míssil balístic
- Aeronau

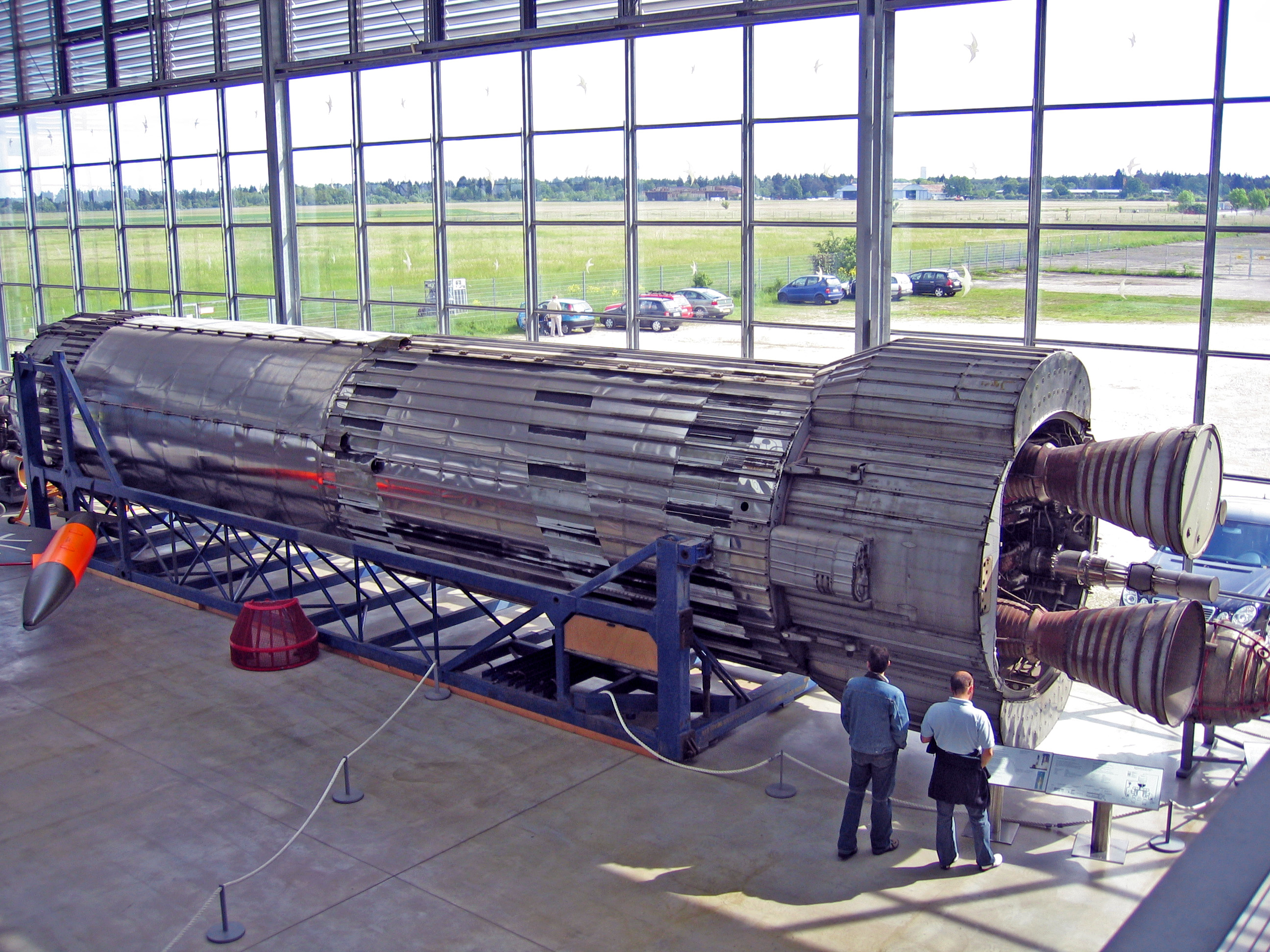
Un míssil Blue Streak al Deutsches Museum a Schleissheim, Múnic

  - Vehicle de llançament de satèl·lits Blue Streak

## Filials

### de Havilland Canadà

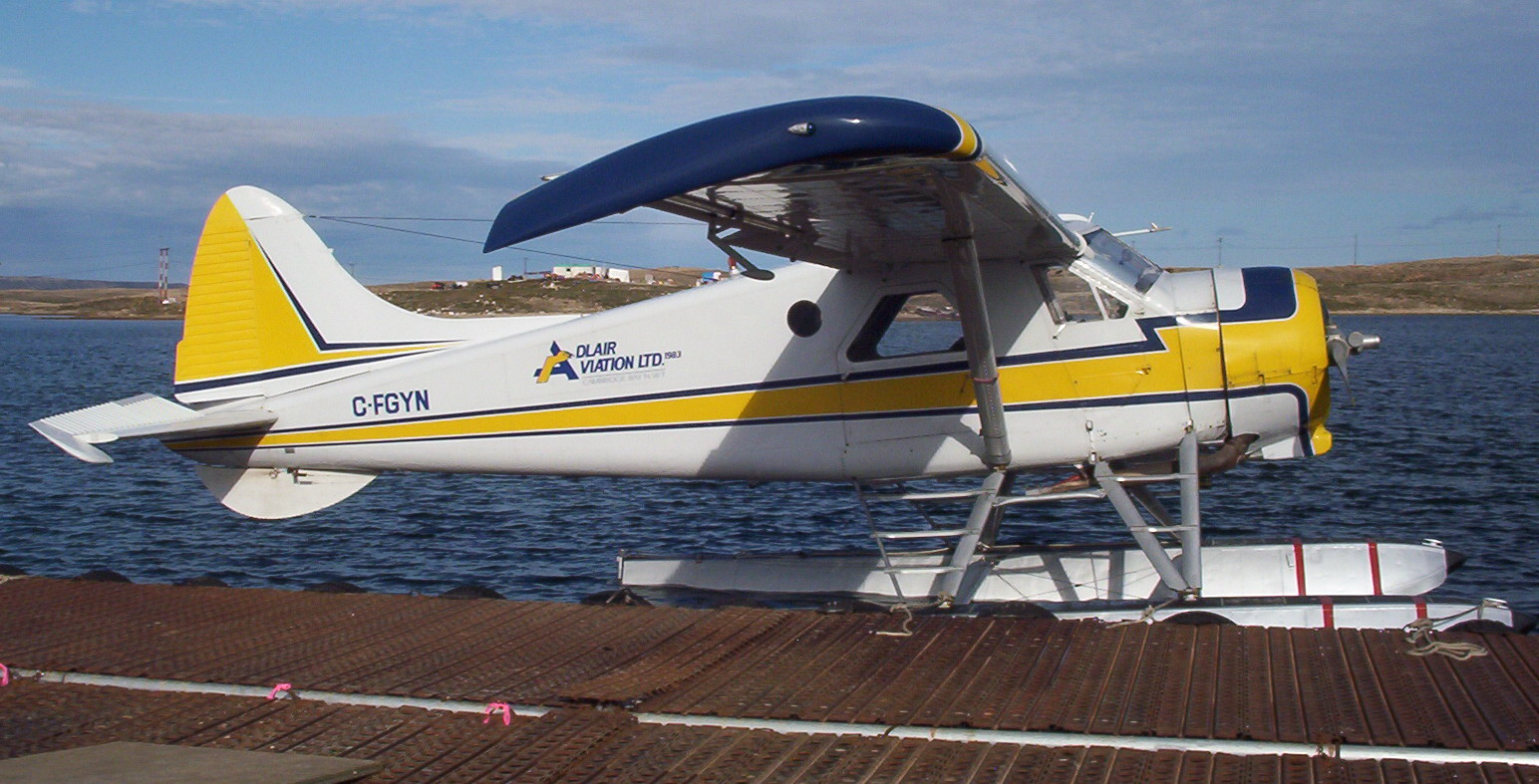
de Havilland Beaver (DHC2)

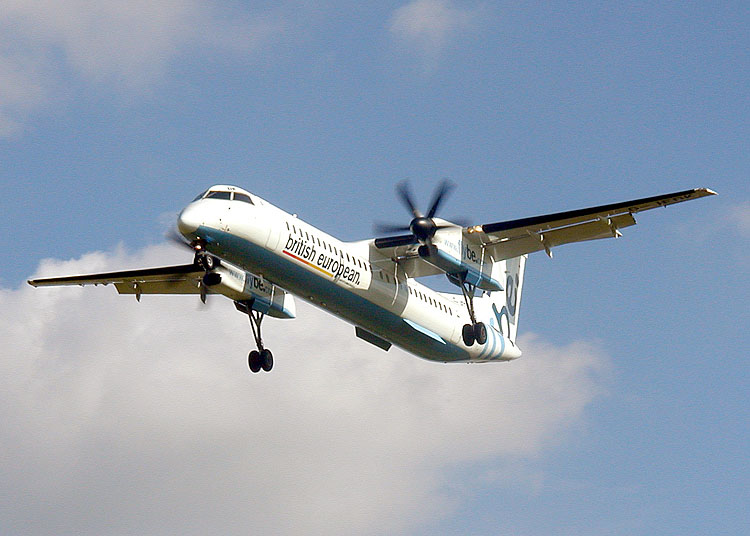
Bombardier (de Havilland Canada) Dash 8

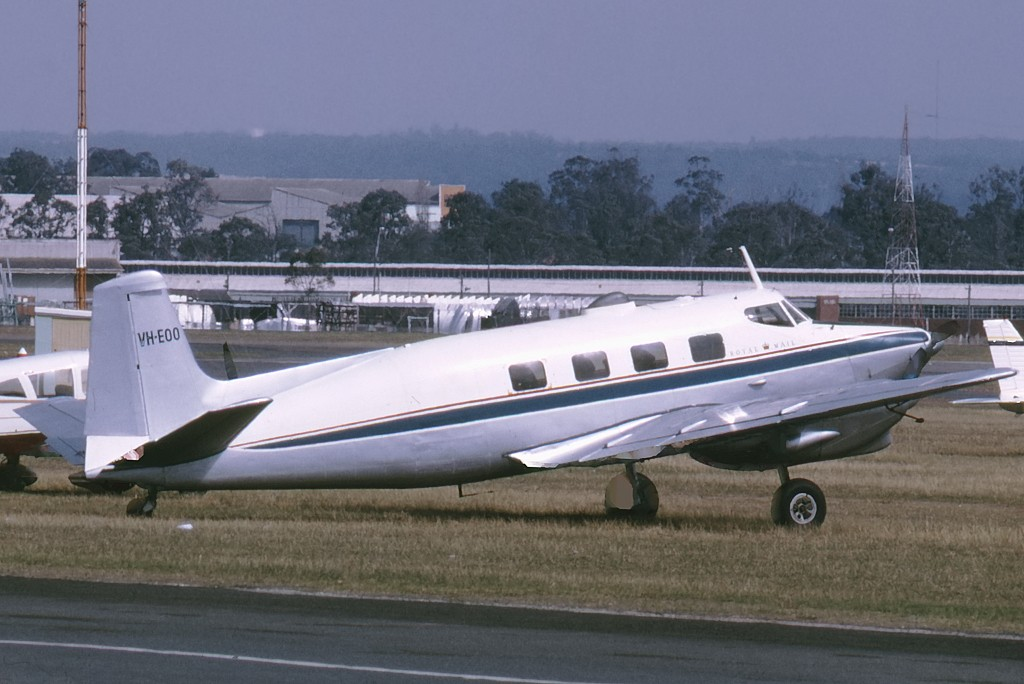
de Havilland Austràlia DHA.3 Drover 3B a Sydney (Bankstown) el 1970

de Havilland Canada Aircraft es va constituir el 1928 per construir el DH.60 Moth per l'entrenament del cos de l'aire de Canadà i va continuar després de la guerra per construir els seus propis dissenys adaptats al dur entorn canadenc. Les aeronaus del DHC-2 al DHC-7 van ser tot dissenys d'STOL. DHC va passar un temps com a empresa estatal, posteriorment com a subsidiaria de Boeing, i un altre cop va passar a mans de l'estat. Finalment De Havilland Canada es va incorporar al grup Bombardier fins que, el maig de 2005, va vendre els drets de la producció d'aeronaus De Havilland a Viking Air Ltd. de Sidney, Colúmbia britànica.

### de Havilland Austràlia
La primera filial de De Havilland va ser establerta a Austràlia el mes de març de 1927 amb el nom de de Havilland Aircraft Pty. Ltd. La companyia es va traslladar de Melbourne a Sydney durant 1930 on actuava com una agència de la companyia matriu, amb muntatge, reparació i venda de components per els populars models esportius i comercials de la marca. Fins a la Segona Guerra Mundial, de Havilland Australia (DHA) no es va convertir en fabricant d'avions, quan va començar a fabricar el Tiger Moth, el DH.84 el Mosquito o el de Havilland Vampire. També durant la guerra, DHA va construir i dissenyar un planador militar pel cas què Japó envaís Austràlia, el DH.G1, que utilitzava el fuselatge del DH.84, que també construïen.
Actualment DHA va passar a ser propietat de Boeing Australia amb el nom de Hawker de Havilland Aerospace fins que, el febrer de 2009 es va passar a denominar Boeing Aerostructures Australia.